# 関脇一覧
- 関脇 > 関脇一覧
- 大相撲力士一覧 > 関脇一覧

関脇一覧（せきわけいちらん）は、大相撲の関脇の力士一覧。横綱は横綱一覧、大関は大関一覧、小結は小結一覧、前頭以下は大相撲力士一覧を参照。（在籍時の最高位）
太字は1909年（明治42年）6月場所以降に幕内最高優勝を経験した力士、もしくはそれ以前に全勝を達成した力士。
上記に該当する力士は当時の四股名（複数ある場合は回数が多いか番付が高い時）で記載。

## 現役力士
あ
- 阿炎政虎

お
- 王鵬幸之介

た
- 大栄翔勇人
- 隆の勝伸明
- 宝富士大輔
- 玉鷲一朗

め
- 明生力

わ
- 若隆景渥
- 若元春港

## 引退・廃業した力士
- 相生枩五郎
- 碧山亘右
- 青ノ里盛
- 青葉城幸雄
- 安芸乃島勝巳
- 朝赤龍太郎
- 旭川幸之焏
- 東関庄助
- 安美錦竜児
- 綾川五郎次
- 綾櫻由太郎
- 綾瀬川山左エ門
- 綾浪源鋭
- 綾浪徳太郎
- 綾曻竹藏
- 荒馬吉五郎
- 荒馬大五郎
- 荒勢永英
- 阿覧欧虎
- 安念山治

- 勢翔太
- 逸ノ城駿
- 稲川政右エ門
- 岩風角太郎

- 浦風林右エ門
- 浦ノ濱栄治郎

- 江戸ヶ浦勝右エ門
- 江戸ヶ崎源弥

- 大潮清治郎
- 大潮又吉
- 巨砲丈士
- 大門岩嘉右エ門
- 大戸平吉太郎
- 大鳴門灘右エ門 (1887年生)
- 大纒長吉
- 沖ツ海福雄
- 隠岐の海歩
- 小城ノ花正昭
- 大蛇潟粂藏

- 魁輝薫秀
- 魁聖一郎
- 海山太郎 (2代)
- 海乃山勇
- 開隆山勘之亟
- 笠置山勝一
- 柏山大五郎
- 金城興福
- 神風正一

- 北瀬海弘光
- 北の洋昇
- 旭天鵬勝
- 清瀬川敬之助
- 麒麟児和春

- 雲井川弁太夫
- 蔵間竜也
- 黒岩森之助
- 黒瀬川浪之助
- 黒姫山秀男

- 源氏山頼五郎

- 高津山芳信
- 高鐵山孝之進
- 高望山大造
- 琴ヶ梅剛史
- 琴錦功宗
- 琴ノ若晴將
- 琴富士孝也
- 琴勇輝一巖
- 小常陸由太郎
- 小柳常吉
- 金剛正裕

- 逆鉾昭廣
- 逆鉾与治郎
- 相模川佶延

- 信夫山治貞
- 新海幸藏

- 大邱山高祥
- 太寿山忠明
- 貴闘力忠茂
- 高登渉
- 隆乃若勇紀
- 高見山宗五郎
- 高見山大五郎
- 高見山酉之助
- 多賀竜昇司
- 豪風旭
- 達ノ矢鶴吉
- 谷ノ音喜市
- 玉春日良二
- 玉椿憲太郎
- 玉手山七郎
- 玉ノ海梅吉
- 玉乃海太三郎
- 玉乃島新
- 玉ノ富士茂

- 千船川浪之助

- 鶴ヶ嶺昭男

- 寺尾常史
- 輝昇勝彦
- 出羽ヶ嶽文治郎
- 出羽錦忠雄
- 出羽の花義貴
- 出羽湊利吉
- 天竜三郎

- 闘竜賢二
- 常盤山小平治
- 時津山仁一
- 土佐ノ海敏生
- 栃赤城雅男
- 栃東知頼
- 栃煌山雄一郎
- 栃司哲史
- 栃乃洋泰一
- 栃乃和歌清隆
- 鞆ノ平武右衛門
- 豊嶌雅男
- 豊ノ島大樹

- 浪ノ音健藏
- 鳴滝忠五郎

- 錦洋与三郎

- 羽黒花統司
- 羽島山昌乃武
- 幡瀬川邦七郎
- 長谷川勝敏
- 追風海直飛人
- 磐石熊太郎

- 肥州山栄
- 備州山大八郎
- 響舛市太郎
- 平石七太夫

- 福の花孝一
- 福栁伊三郎
- 房錦勝比古
- 富士櫻栄守
- 藤ノ川武雄
- 藤ノ川雷五郎
- 二瀬川政一
- 不動岩三男

- 鳳凰倶往
- 北勝力英樹

- 前田川克郎
- 舛田山靖仁
- 益荒雄広生

- 三杦磯善七
- 水戸泉政人
- 宮城野錦之助
- 妙義龍泰成
- 明武谷力伸

- 陸奥嵐幸雄

- 山錦善治郎
- 山の井鷲之助

- 嘉風雅継

- 雷電爲五郎

- 力道山光浩
- 両國梶之助 (1907年生)
- 両國勇治郎

- 若翔洋俊一
- 若秩父高明
- 若の里忍
- 若葉山鐘
- 若前田英一朗
- 若三杉彰晃
- 若湊祐三郎
- 若見山幸平
- 鷲羽山佳和